# Tractament Integrat de Llengües

Tractament Integrat de Llengües

El Tractament Integrat de Llengües o TIL (conegut popularment com el decret del trilingüisme) és un marc jurídic pel qual es regula la llengua a usar als centres docents no universitaris de les Illes Balears. Aquest marc força aquests centres educatius a fer aproximadament un terç de les matèries en castellà i un terç de les matèries en anglès i es defensa per part del Govern Balear tot dient que el model d'immersió lingüística és la causa de les altes taxes de fracàs escolar que hi ha a la Comunitat Autònoma, encara que no s'ha aportat cap estudi que verifiqui aquesta correlació.
La metodologia d'aquest projecte es basa en l'aprenentatge integrat de continguts i llengües estrangeres. El model segueix la línia del projecte del Govern del País Valencià i del PAI impulsada pel Govern de Navarra encara que, en aquest cas, la implantació del projecte era molt més progressiva.

## Història

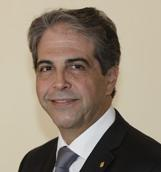
Rafael Bosch, conseller impulsor del decret.

Fou proposat pel conseller Rafael Bosch després de, per dos cursos consecutius, demanar als pares la llengua en la qual preferien que els seus fills fessin l'aprenentatge de la lectoescriptura. El primer any (curs 2011-2012), en què es podia elegir català, castellà o simplement decantar-se pel model lingüístic aprovat pel centre els resultats foren de 62%, 8% i 28% respectivament. El segon any, en què s'enviaren correus als pares per informar-los del projecte, en que també podien triar la llengua els alumnes no escolaritzats i en què només es podia escollir català i castellà, els percentatges foren d'un 70% i un 30%, respectivament. Per al curs 2013-2014, ja no es demanà als pares en quina llengua volien que els seus fills fessin l'aprenentatge de la lectoescriptura. Després de demanar aquesta opinió als pares dos cursos consecutius, el govern canvià d'opinió, i decidí proposar un model únic per a cada centre, que s'hauria d'adaptar a les directrius del nou decret que preparava el Govern.

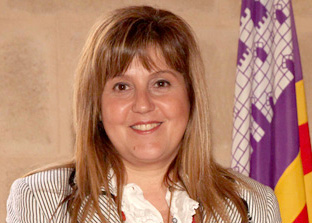
Joana Maria Camps Bosch

El primer decret fou publicat pel Govern de les Illes Balears al Butlletí Oficial de les Illes Balears núm. 53, de 20 d'abril de 2013, on es publicà el Decret 15/2013 de 19 d'abril. Les instruccions de desplegament d'aquest decret foren remeses als centres educatius el 9 de maig del mateix any. Abans, el 2 de maig, el conseller fou rellevat del seu càrrec pel president Bauzà i el substituí Joana Maria Camps Bosch. L'annex del decret i aquestes instruccions foren suspeses cautelarment per la interlocutòria de la Sala Contenciosa Administrativa del Tribunal Superior de Justícia de les Illes Balears, de data 6 de setembre de 2013. El mateix dia, el govern aprovà el decret llei 5/2013, que feia efectiva la implantació d'aquest projecte pel curs 2013-2014.
El 9 de maig de 2014 es presentà l'ordre que regulava el TIL pels cursos següents. En aquesta ordre s'especificava que els centres educatius havien d'aprovar un projectes TIL (PTIL) per tal d'adaptar el seu projecte lingüístic a la nova normativa. El 31 de juliol del 2014, arran de la no aprovació per part de molts dels claustres de professors dels projectes TIL que complien amb la nova normativa, el Govern feu un nou decret que obligava als centres a aplicar el PTIL encara que fos sense l'aprovació del claustre.
El 22 de setembre de 2014, els sindicats STEI, FETE-UGT i FE-CCOO guanyaren tres contenciosos administratius contra el Govern i el TSJIB declarà nul el Decret 15/2013 (Decret TIL) perquè el Govern no havia consultat la Universitat de les Illes Balears tot i tractar-se d'un tema que afectava a la llengua catalana, d'acord amb l'article 35 de l'Estatut d'Autonomia i perquè no estava justificada la necessitat d'elaborar el Decret esmentat. Dia 24 de setembre, el TSJIB dictà quatre interlocutòries que demanaven la suspensió cautelar de l'execució de l'ordre de la Conselleria del 9 de maig 2014 que regulava el TIL. Davant aquestes sentències judicials, el president substituí la consellera Joana Maria Camps per Núria Riera i es reafirmà en seguir aplicant el projecte malgrat les sentències.
El 3 de juliol de 2015, el nou executiu autonòmic sorgit arran de les eleccions al Parlament de les Illes Balears de 2015 (integrat per PSIB-PSOE, MÉS i MpM) desisteix dels recursos plantejats al Tribunal Suprem per l'anterior equip de govern. Al mateix Consell de Govern també s'iniciaven els tràmits per derogar la també controvertida Llei de Símbols.

## Crítiques

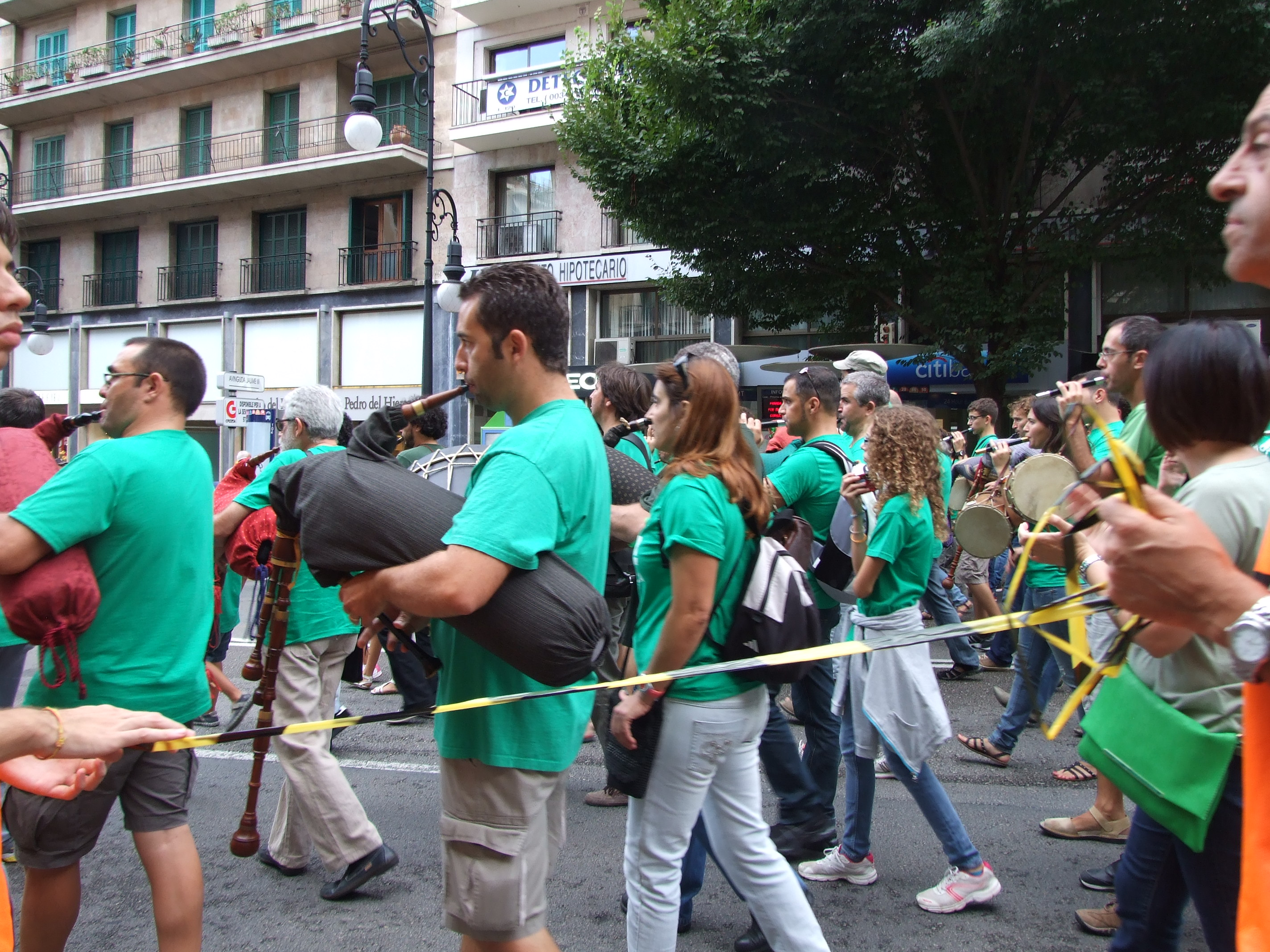
Xeremiers a la manifestació del 29 de setembre de 2013.

El projecte rebé molt de rebuig per part dels sindicats de professors, de sindicats d'alumnes i de la Federació d'associacions de pares i mares d'alumnes de Mallorca. Aquest fet, juntament amb altres demandes de millores laborals i dels recursos educatius, dugué a la creació d'una assemblea de docents, que feu una vaga que durà tres setmanes a principis de curs. El moviment fou notícia d'àmbit internacional i s'estengué altres sectors de la societat de les Illes Balears.
Entre d'altres, des de gairebé tots els sectors educatius, es va criticar el poc diàleg del Govern amb la comunitat educativa i la precipitació en la introducció d'aquest decret inclosos la Universitat de les Illes Balears, els inspectors d'educació, les associacions de pares i des de l'església catòlica. També ha rebut el rebuig de la majoria dels ajuntaments de Mallorca. Així, el 29 de setembre de 2013 es dugué a terme la manifestació més nombrosa i important de la història de les Balears, en què 110.000 persones protestaren contra la política educativa del govern Bauzà. Pel 7 de gener de 2014, l'Assemblea de Docents va tornar a convocar una vaga per l'obertura d'un expedient disciplinari al director de l'IES Marratxí. S'ha criticat aquest decret també per incomplir el programa electoral del Partit Popular per a les eleccions al Parlament de les Illes Balears de 2011.
El projecte també rebé crítiques des del PP de Balears per la manca de consens i per intentar arraconar la llengua catalana als centres educatius. Entre els crítics, destaquen Joan Huguet i Cristòfol Soler, que finalment decidí deixar la militància d'aquest partit el 2014. En les mocions de reprovació de la norma presentades als ajuntaments entre el juny i el setembre de 2013, alguns regidors i batlles del PP hi votaren a favor i d'altres s'abstingueren, facilitant així l'aprovació de la moció.